# Laubierpholoe antipoda
Laubierpholoe antipoda är en ringmaskart som först beskrevs av Hartman 1967.  Laubierpholoe antipoda ingår i släktet Laubierpholoe och familjen Pholoidae.
Artens utbredningsområde är havet kring Nya Zeeland. Inga underarter finns listade i Catalogue of Life.